# Мазурин, Владимир Владимирович
Влади́мир Влади́мирович Мазу́рин (1882—1906) — участник революционного движения в России; один из создателей и лидеров Союза эсеров-максималистов.

## Биография
Родился в 1882 году в Москве в мещанской семье
В 1903—1904 годах учился на естественном факультете Московского университета. В начале 1900-х годов примкнул к эсерам, некоторое время был членом Московского комитета партии. В мае 1904 года был арестован за агитацию в Москве и осуждён на семь лет тюрьмы, освобожден в октябре 1905 года по амнистии.
В дни декабрьского вооруженного восстания 1905 года в Москве возглавлял боевую дружину на Казанской железной дороге. Также участвовал в боях на Чистых прудах и обороне Пресни. Выполняя решения Пресненского военно-революционного трибунала, застрелил несколько московских полицейских; руководил экспроприацией кассы Московского общества взаимного кредита.
Во время ареста 26 августа 1906 года близ сада «Аквариум» оказал вооружённое сопротивление и был тяжело ранен. По приговору военно-полевого суда 31 августа (13 сентября по новому стилю) повешен во дворе Таганской тюрьмы.
В Таганской тюрьме Мазурин встретился с русским писателем Леонидом Андреевым, который в 1906 году посвятил революционеру очерк «Памяти Владимира Мазурина», в котором о Мазурине, в частности, писал:

«В Таганку он был переведен из Бутырской тюрьмы, где его с некоторыми товарищами подвергли зверскому избиению; у одного из избитых началась чахотка, а Мазурин вообще стал слабее здоровьем и уже не мог петь. А раньше пел».

Младший брат — Николай Владимирович Мазурин (1885—1918). Учился в Московском университете, член партии эсеров. В 1906 году был заключенным Таганской тюрьмы, с 1907 года  — на положении ссыльнопоселенца в Канском уезде Енисейской губернии, с 1915 года проживал в Красноярске. После Февральской революции Мазурин, как эсер-интернационалист, входил в состав губернского комитета Партии социалистов-революционеров, но в середине лета вышел из комитета и возглавил группу красноярских левых эсеров. С конца января 1918 года  —  члена исполкома Совета железнодорожных депутатов Томской железной дороги, а 17 мая того же года назначен комиссаром (начальником) Томской железной дороги. Расстрелян во время восстания Чехословацкого корпуса.